# John Hogg
Pour les articles homonymes, voir Hogg.
John Hogg est un naturaliste britannique, né en 1800 et mort le 16 septembre 1869.

## Biographie
Ce professeur, passionné par l'histoire naturelle fait paraître de nombreux ouvrages sur les sujets les plus variés : 
- l’ornithologie (Catalogue of birds observed in South-Eastern Durham and in North Western Cleveland: with an appendix, containing the classification and nomenclature of all the species included therein, 1845 et surtout Classification of Birds; and particularly of the genera of European birds, 1846),
- la botanique (A Catalogue of Sicilian Plants; with some remarks on the geography, geology, and vegetation of Sicily, 1842),
- les éponges (On the action of light upon the colour of the river sponge, 1840),
- les amphibiens (On the Classification of the Amphibia, 1839),
- et même l'histoire.

John Hogg est devenu membre de la Royal Society le 20 juin 1839.
En 1860, Hogg ajoutait, aux trois règnes (animal, végétal, minéral) de Linné, un « quatrième règne de la nature » Regnum Primigenum, regroupant des êtres vivants, les protoctistes Protoctista, qui ne sont ni des animaux ni des vegétaux mais représentent les « premiers êtres » comportant les Protozoaires, ancêtres des animaux et les Protophytes, ancêtres des végétaux.

## Publications

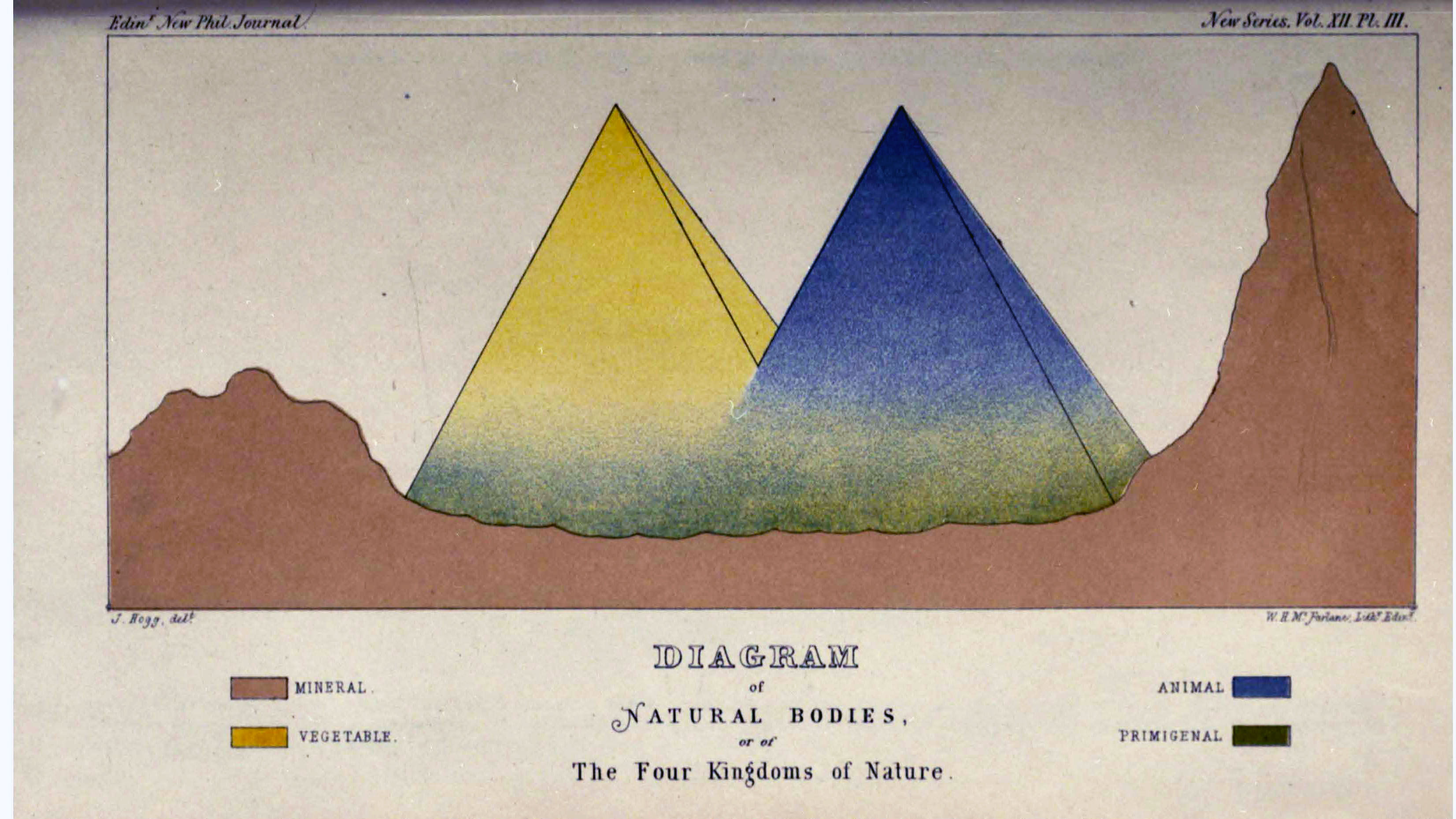
Diagramme illustrant les quatre règnes de la nature selon Hogg (1860)

- John Hogg, "On the distinctions of a plant and an animal and on a fourth kingdom of Nature", The Edinburgh New Philosophical Journal (New Series), Vol.12, 1860, p. 216–225 + pl.III.